# Liste von Terroranschlägen im Jahr 1973
Die Liste von Terroranschlägen im Jahr 1973 enthält eine unvollständige Auswahl von Terroranschlägen, die im Jahr 1973 passierten. Attentate werden gesondert in der Liste bekannter Attentate behandelt. Die Liste von Sprengstoffanschlägen listet auch nichtterroristische Anschläge. Die Liste von Flugzeugentführungen enthält eine Liste mit meist terroristischem Hintergrund. Im Artikel Rechtsterrorismus werden weitere terroristische Anschläge aufgezählt.

## Erläuterung
In der Spalte Politische Ausrichtung ist die politische bzw. weltanschauliche Einordnung der Täter angegeben: faschistisch, rassistisch, nationalistisch, nationalsozialistisch, sozialistisch, kommunistisch, antiimperialistisch, islamistisch (schiitisch, sunnitisch, deobandisch, salafistisch, wahhabitisch), hinduistisch. Bei vorrangig auf staatliche Unabhängigkeit oder Autonomie zielender Ausrichtung ist autonomistisch vorangestellt, gefolgt von der Region oder der Volksgruppe und ggf. weiteren Merkmalen der Täter: armenisch, irisch (katholisch), kurdisch, tirolisch, tschetschenisch, dagestanisch, punjabisch (sikhistisch), palästinensisch.
Die Opferzahlen der Anschläge werden farbig dargestellt:

Die Zahl bei den Anschlägen getöteter/verletzter Täter ist in Klammern ( ) gesetzt.

## Januar
| Datum/Beginn    | Betroffenes Land | Anschlag                   | Täter                  | Politische Ausrichtung                 | Mittel            | Ziel       | Tote   | Verletzte | Hintergrund                           |
| --------------- | ---------------- | -------------------------- | ---------------------- | -------------------------------------- | ----------------- | ---------- | ------ | --------- | ------------------------------------- |
| 07. Januar 1973 | USA              | Anschlag in New Orleans    | Republic of New Africa | sozialistisch, schwarz-nationalistisch | Schusswaffe       | Hotel      | 7 (+1) | 20        |                                       |
| 11. Januar 1973 | Deutschland      | Anschlag in Kaiserslautern | PFLP                   | autonomistisch-palästinensisch         | Pistole, Revolver | Restaurant | 1      |           | Israelisch-Palästinensischer Konflikt |
| 20. Januar 1973 | Irland           | Anschlag in Dublin         | UVF                    | protestantisch-unionistisch            | Autobombe         | Wettbüro   | 1      | 14        | Nordirlandkonflikt                    |

## März
| Datum/Beginn  | Betroffenes Land       | Anschlag           | Täter | Politische Ausrichtung            | Mittel     | Ziel                                   | Tote | Verletzte | Hintergrund        |
| ------------- | ---------------------- | ------------------ | ----- | --------------------------------- | ---------- | -------------------------------------- | ---- | --------- | ------------------ |
| 08. März 1973 | Vereinigtes Königreich | Anschlag in London | PIRA  | autonomistisch, irisch-katholisch | Autobomben | Old Bailey, Landwirtschaftsministerium | 1    | 238       | Nordirlandkonflikt |

## Mai
| Datum/Beginn | Betroffenes Land       | Anschlag                    | Täter              | Politische Ausrichtung            | Mittel      | Ziel                    | Tote | Verletzte | Hintergrund        |
| ------------ | ---------------------- | --------------------------- | ------------------ | --------------------------------- | ----------- | ----------------------- | ---- | --------- | ------------------ |
| 17. Mai 1973 | Vereinigtes Königreich | Anschlag in Omagh           | PIRA               | autonomistisch, irisch-katholisch | Sprengfalle | Britische Soldaten      | 5    | 0         | Nordirlandkonflikt |
| 17. Mai 1973 | Italien                | Anschlag in Mailand         | Gianfranco Bertoli |                                   | Handgranate | Polizeipräsidium        | 4    | 52        |                    |
| 18. Mai 1973 | Sowjetunion            | Anschlag nahe dem Baikalsee |                    |                                   | Sprengstoff | Tupolew Tu-104-Flugzeug | 82   | 0         |                    |

## Juni
| Datum/Beginn  | Betroffenes Land       | Anschlag              | Täter             | Politische Ausrichtung            | Mittel       | Ziel             | Tote | Verletzte | Hintergrund        |
| ------------- | ---------------------- | --------------------- | ----------------- | --------------------------------- | ------------ | ---------------- | ---- | --------- | ------------------ |
| 12. Juni 1973 | Vereinigtes Königreich | Anschlag in Coleraine | PIRA              | autonomistisch, irisch-katholisch | Autobombe    | Zivilisten       | 6    | 33        | Nordirlandkonflikt |
| 20. Juni 1973 | Argentinien            | Massaker von Ezeiza   | Rechte Peronisten | peronistisch                      | Schusswaffen | Linke Peronisten | 13+  | 365+      |                    |

## August
| Datum/Beginn    | Betroffenes Land | Anschlag            | Täter                    | Politische Ausrichtung         | Mittel                              | Ziel                                                      | Tote | Verletzte | Hintergrund                           |
| --------------- | ---------------- | ------------------- | ------------------------ | ------------------------------ | ----------------------------------- | --------------------------------------------------------- | ---- | --------- | ------------------------------------- |
| 04. August 1973 | Jugoslawien      | Anschlag in Belgrad | Kroatische Nationalisten | kroatisch-nationalistisch      | Sprengstoff                         | Bahnhof                                                   | 1    | 7         |                                       |
| 05. August 1973 | Griechenland     | Anschlag in Athen   | Schwarzer September      | autonomistisch-palästinensisch | Automatische Schusswaffen, Granaten | Passagier-Lounge im Flughafen Athen-Eleftherios Venizelos | 3    | 55        | Israelisch-Palästinensischer Konflikt |

## September
| Datum/Beginn       | Betroffenes Land       | Anschlag           | Täter | Politische Ausrichtung                            | Mittel               | Ziel                    | Tote   | Verletzte | Hintergrund        |
| ------------------ | ---------------------- | ------------------ | ----- | ------------------------------------------------- | -------------------- | ----------------------- | ------ | --------- | ------------------ |
| 01. September 1973 | Vereinigtes Königreich | Anschlag in London | PIRA  | autonomistisch, irisch-katholisch                 | Sprengsätze          | Bahnhöfe                | 0      | 21        | Nordirlandkonflikt |
| 01. September 1973 | Sowjetunion            | Anschlag in Moskau |       |                                                   | Selbstmordattentäter | Lenin-Mausoleum         | 2 (+1) |           |                    |
| 08. September 1973 | Vereinigtes Königreich | Anschlag in London | IRA   | autonomistisch, irisch-republikanisch, katholisch | Sprengsatz           | Bahnhof London Victoria | 0      | 4         | Nordirlandkonflikt |

## Oktober
| Datum/Beginn     | Betroffenes Land | Anschlag                   | Täter                                         | Politische Ausrichtung | Mittel                                 | Ziel                 | Tote | Verletzte | Hintergrund                       |
| ---------------- | ---------------- | -------------------------- | --------------------------------------------- | ---------------------- | -------------------------------------- | -------------------- | ---- | --------- | --------------------------------- |
| 01. Oktober 1973 | Brasilien        | Anschlag in Rio de Janeiro |                                               |                        | Sprengstoff                            | Büro                 | 0    | 15        |                                   |
| 13. Oktober 1973 | Kolumbien        | Anschlag in Tolima         | FARC                                          | marxistisch            | Schusswaffe(n)                         | Soldaten, Zivilisten | 11   |           | Bewaffneter Konflikt in Kolumbien |
| 18. Oktober 1973 | Libanon          | Anschlag in Beirut         | Lebanese Socialist Revolutionary Organization |                        | Geiselnahme, Automatische Schusswaffen | Bank of America      | 4    | 0         |                                   |
| 19. Oktober 1973 | Malaysia         | Anschlag in Kuala Lumpur   |                                               |                        | Sprengstoff                            | USIS-Kulturzentrum   | 0    | 8         |                                   |

## Dezember
| Datum/Beginn      | Betroffenes Land       | Anschlag              | Täter                 | Politische Ausrichtung                           | Mittel                                                             | Ziel                 | Tote   | Verletzte | Hintergrund                           |
| ----------------- | ---------------------- | --------------------- | --------------------- | ------------------------------------------------ | ------------------------------------------------------------------ | -------------------- | ------ | --------- | ------------------------------------- |
| 14. Dezember 1973 | Frankreich             | Anschlag in Marseille | Groupe Charles-Martel | rechtsextremistisch, rassistisch (anti-arabisch) | Sprengstoff                                                        | Algerisches Konsulat | 4      | 20        |                                       |
| 18. Dezember 1973 | Italien                | Anschlag in Rom       | Schwarzer September   | autonomistisch-palästinensisch                   | Entführung, Automatische Feuerwaffen, Granaten, Brandbeschleuniger | Flugzeug             | 32     | 50        | Israelisch-Palästinensischer Konflikt |
| 18. Dezember 1973 | Vereinigtes Königreich | Anschlag in London    | IRA                   | autonomistisch, irisch-katholisch                | Sprengstoff                                                        | Regierungsgebäude    | 0      | 34        | Nordirlandkonflikt                    |
| 24. Dezember 1973 | Vereinigtes Königreich | Anschlag in Belfast   | PIRA                  | autonomistisch, irisch-katholisch                | Sprengsatz                                                         | Lokal                | 1 (+2) | 34        | Nordirlandkonflikt                    |